# Mastixia trichotoma
Mastixia trichotoma är en kornellväxtart som beskrevs av Carl Ludwig von Blume. Mastixia trichotoma ingår i släktet Mastixia och familjen kornellväxter.

## Underarter
Arten delas in i följande underarter:
- M. t. clarkeana
- M. t. korthalsiana
- M. t. maingayi
- M. t. rhynchocarpa